# WTA Nizza
Das WTA Nizza (offiziell: Terazura - Nice) war ein Damen-Tennisturnier der WTA Tour, das in Nizza ausgetragen wurde.

## Siegerliste

### Einzel
| Jahr                   | Siegerin        | Finalgegnerin     | Ergebnis |
| ---------------------- | --------------- | ----------------- | -------- |
| ↓ Kategorie: Tier V ↓  |                 |                   |          |
| 1988                   | Sandra Cecchini | Nathalie Tauziat  | 7:5, 6:4 |
| ↓ Kategorie: Tier II ↓ |                 |                   |          |
| 2001                   | Amélie Mauresmo | Magdalena Maleewa | 6:2, 6:0 |

### Doppel
| Jahr                   | Siegerinnen                       | Finalgegnerinnen                    | Ergebnis      |
| ---------------------- | --------------------------------- | ----------------------------------- | ------------- |
| ↓ Kategorie: Tier V ↓  |                                   |                                     |               |
| 1988                   | Catherine Suire Catherine Tanvier | Isabelle Demongeot Nathalie Tauziat | 6:4, 4:6, 6:2 |
| ↓ Kategorie: Tier II ↓ |                                   |                                     |               |
| 2001                   | Émilie Loit Anne-Gaëlle Sidot     | Kimberly Po Nathalie Tauziat        | 1:6, 6:2, 6:0 |